# (38619) 2000 AW183
2000 AW183 (asteroide 38619) é um asteroide troiano de Júpiter. Possui uma excentricidade de 0.15743770 e uma inclinação de 14.08249º.
Este asteroide foi descoberto no dia 7 de janeiro de 2000 por LINEAR em Socorro.